# Club Atlético de Madrid 1993-1994
Questa voce raccoglie le informazioni riguardanti il Club Atlético de Madrid nelle competizioni ufficiali della stagione 1993-1994.

## Stagione
Nella stagione 1993-1994 i colchoneros, allenati da Jair Pereira, Heredia, Cruz, Romero, Ovejero e infine da D'Alessandro, terminano il campionato al dodicesimo posto. In Copa del Rey l'Atlético Madrid viene sconfitto agli ottavi di finale dal Real Madrid. In Coppa UEFA viene eliminato ai sedicesimi dai greci dell'Omilos Filathlōn Īrakleiou.

## Maglie e sponsor
| Manica sinistra · Manica sinistra · Maglietta · Maglietta · Manica destra · Manica destra · Pantaloncini · Calzettoni · Calzettoni |

## Rosa
| N. |                   | Ruolo | Calciatore              |
| -- | ----------------- | ----- | ----------------------- |
| -  | Spagna (bandiera) | P     | Abel Resino             |
| -  | Spagna (bandiera) | P     | Diego Díaz Garrido      |
| -  | Spagna (bandiera) | D     | Tomás Reñones           |
| -  | Spagna (bandiera) | D     | Roberto Solozábal       |
| -  | Spagna (bandiera) | D     | Juanito Rodríguez       |
| -  | Spagna (bandiera) | D     | Toni Muñoz              |
| -  | Spagna (bandiera) | D     | Juanma Alamillos        |
| -  | Spagna (bandiera) | D     | Juan Manuel López       |
| -  | Spagna (bandiera) | D     | Pedro González Martínez |
| -  | Spagna (bandiera) | C     | Pirri Mori              |

| N. |                           | Ruolo | Calciatore           |
| -- | ------------------------- | ----- | -------------------- |
| -  | Spagna (bandiera)         | C     | José Luis Caminero   |
| -  | Brasile (bandiera)        | C     | Moacir               |
| -  | Spagna (bandiera)         | C     | Juan Vizcaíno        |
| -  | Spagna (bandiera)         | C     | Pizo Gómez           |
| -  | Costa d'Avorio (bandiera) | C     | Serge-Alain Maguy    |
| -  | Brasile (bandiera)        | C     | Donato Gama da Silva |
| -  | Polonia (bandiera)        | A     | Roman Kosecki        |
| -  | Paraguay (bandiera)       | A     | Miguel Ángel Benítez |
| -  | Messico (bandiera)        | A     | Luis García Postigo  |
| -  | Spagna (bandiera)         | A     | Manolo               |

## Risultati

### Coppa UEFA
| Arbitro: | Frisk |

|                             |           |             |
| Robertson 70’ Colquhoun 75’ | Marcatori | 77’ Kosecki |

| Arbitro: | Goethals |

|                                       |           |  |
| González 34’ Manolo 61’ L. García 76’ | Marcatori |  |

| Arbitro: | Hill |

|               |           |  |
| L. García 60’ | Marcatori |  |

| Arbitro: | Ulrich |

|                                  |           |  |
| Machlas 51’ Tsifoutis 62’ (rig.) | Marcatori |  |

## Statistiche

### Statistiche di squadra
| Competizione     | Punti | Totale | Totale | Totale | Totale | Totale | Totale | DR |
| Competizione     | Punti | G      | V      | N      | P      | Gf     | Gs     | DR |
| ---------------- | ----- | ------ | ------ | ------ | ------ | ------ | ------ | -- |
| Primera División | 35    | 38     | 13     | 9      | 16     | 54     | 54     | 0  |
| Coppa del Re     | -     | 2      | 0      | 1      | 1      | 4      | 5      | -1 |
| Coppa UEFA       | -     | 4      | 2      | 0      | 2      | 5      | 4      | +1 |
| Totale           | 35    | 44     | 15     | 10     | 19     | 63     | 63     | 0  |